# Khổ áo
Khổ áo hay còn gọi khổ qua Bắc bộ, khổ qua Xiêm (danh pháp khoa học: Siraitia siamensis) là một loài thực vật có hoa trong họ Cucurbitaceae. Loài này được (Craib) C. Jeffrey ex S.Q. Zhong & D. Fang miêu tả khoa học đầu tiên năm 1984.